# Жилищно-коммунальное хозяйство Азербайджана
Жилищно-коммунальное хозяйство Азербайджана — это один из секторов экономики, обеспечивающий работу инженерной инфраструктуры зданий на территории Азербайджана, в том числе капитальный и текущий ремонт зданий, теплоснабжение, водоснабжение, электроснабжение, газоснабжение, ремонт инженерных коммуникаций.

## Народные жилища
Изучение народных жилищ помогает пролить свет на историческую, культурную, социальную и бытовую жизнь жителей Азербайджана. Если классифицировать народные жилища, то можно получить следующие типы:
1. Классификация по строительному материалу — дома могли быть построены из разных растений, таких как камыш, тростник, или из прутьев, досок и дров. Далее, дома строились из кирпича, камня, глинобетона, или из их комбинаций.
2. Классификация по форме перекрытия — двухскатные, четырехскатные, перекрытые арками, сводчатые, или плоские и земляные.
3. Классификация по количеству этажей (по высоте от земли) — одноэтажные, двухэтажные, землянки и пещеры.
4. Классификация относительно расположения комнат в жилище — однорядные, двурядные, с балконом и т. д.
5. Классификация относительно структуры и формы дома — круглые, квадратные или же овальные, П-образные, Г-образные, Т-образные.

Жилища так же могли быть сезонными, постоянными, переносными и непереносными.

## История

### Период Азербайджанской ССР
Декретом АзРевКома № 115 от 22 июля 1920 года созданы домовые организации. Они состояли из общего собрания жильцов и домового комитета.
В городских и уездных революционных комитетах и исполнительных комитетах были созданы жилищные отделы. Производилась реквизиция и уплотнение помещений. Учреждения и организации были уплотнены из расчёта 9 квадратных аршин на 1 сотрудника. Контролем за уплотнением занималась жилищно-реквизиционная комиссия.
Население было поделено на категории, в соответствии с которыми причитался тот или иной размер жилой площади. Категории зависели от характера работы жильца.
9 ноября 1921 года дома г. Баку, стоимость которых по ценам 1909 года превышала 30 000 рублей, изъяты в государственную собственность.
Согласно ст. 11 Конституции Азербайджанской ССР 1978 года, основной городской жилищный фонд принадлежал государству. Жилые площади распределялись государством и предоставлялись гражданам в пользование.
В личной собственности граждан могли находиться предметы личного потребления, домашнего хозяйства, трудовые сбережения, участок земли для ведения личного подсобного хозяйства, жилой дом, построенный в порядке индивидуального жилищного строительства.
Строения, находившиеся в частной собственности, должны были быть использованы по назначению. Строение с назначением для проживания не могло быть использовано для иных целей, например, в качестве склада. При обнаружении нецелевого использования строения составлялся акт, и строение изымалось в государственную собственность.

### После 1991
Во первое время после обретения Азербайджаном независимости в 1991 году, в стране наблюдался кризис во всех отраслях экономики. Строительный сектор так же пострадал в эти годы, так как отрыв между планируемым количеством жилья и потребностью населения увеличивался. Таким образом, если в 1990 году в действие было введено 2848 тысяч квадратных метров жилых домов, то в 1996 эти показатели снизились в 5,3 раза или до 536 тысяч квадратных метров. В том же году средняя обеспеченность каждого гражданина составляла 12,2 метров площади, что было ниже показателей Соединенных Штатов Америки и стран Европы.
Жилищными вопросами и политикой до 1993 года занималось Министерство жилищно-коммунального хозяйства Азербайджанской Республики. В мае того же года это министерство было преобразовано в Комитет по жилищно-коммунальному хозяйству при Кабинете Министров Азербайджанской Республики. Комитет был ликвидирован и его функции были переданы Государственному Комитету по строительству и архитектуре в 2001 году. Он был упразднен в 2006 году, а в феврале 2006 года вместо прежнего агентства был создан Государственный комитет по строительству и архитектуре города, в котором трудились 135 штатных работника.
Государственный комитет по вопросам имущества Азербайджанской Республики был создан в соответствии с Указом Президента Азербайджанской Республики от 19 мая 2009 года. Комитет является центральным исполнительным органом, осуществляющим реализацию государственной политики и регулирования по управлению недвижимым имуществом и его приватизации, а также отвечает за привлечение инвестиций, контроль за использованием и охраной земель, а также проведение государственной регистрации и кадастра недвижимости в Азербайджане.
Продолжением реформ, проведенных в этой области стал Указ Президента Азербайджанской Республики № 858 о создании Государственного Агентства Жилищного Строительства при Президенте Азербайджанской Республики. Это агентство отвечает за постройку жилых домов для обеспечения потребностей граждан, за соответствие их экологическим стандартам, за организацию и усовершенствование управления строительства.

## Жилищный фонд
Жилищным фондом называется совокупность всех жилых помещений на территории Азербайджана. Жилыми помещениями могут являться жилые дома или их части, квартиры или их части, и комнаты. Жилищный фонд делится на 3 части относительно формы собственности: частный — находящиеся в частной собственности физических или юридических лиц, — государственный и муниципальный.
Жилищный фонд можно разделить на несколько составных согласно периоду строительства:
1. Жилые дома, построенные до 1920 года — эти жилые помещения охватывают исторически значимую территорию городов и нуждаются в ремонте и реконструкции, чтобы отвечать современным стандартам.
2. Жилые дома, построенные в период от 1920 до 1940 годов — как правило, эти дома строились в сельской местности.
3. Жилые дома, построенные после Второй Мировой войны. В 60-е годы 20-го века началось массовое строительство жилых помещений. В этот период, главным образом, строились так называемые «хрущёвки» — крупнопанельные дома, состоящие из нескольких квартир, назначение которых было обеспечить потребности населения. Жилые дома этого плана тоже не отвечают стандартам современного строительства и нуждаются в реконструкции.
4. Жилые дома, построенные после получения Азербайджаном независимости. В этот период особую популярность получило «корпоративное строительство».[11]

В период от 1994 до 2014 года общий жилищный фонд увеличился на 30 %. Согласно Государственному Комитету по статистике Азербайджана, жилищный фонд на 2014 год составлял 166 миллиона квадратных метров. Из них около 93 % находятся в частной собственности, что больше показателей 2006 года, когда в частной собственности находилось 85 % общего жилищного фонда. Показатели квадратных метров на душу населения так же увеличились — 18 квадратных метров в 2014 по сравнению с 12 квадратными метрами в 1996 году.

Первые дома типа хрущёвка стали строить в Азербайджане в 1959 году.

### Баку
На январь 2022 года в Баку находится 11 тысяч многоквартирных зданий.

## Строительство
Так как экономика Азербайджана развивалась в начале 2000-х годов, это так же положительно отразилось на строительном секторе страны. Первоначально процесс строительства развивался только в городских и туристических по всей стране. Жилищный сектор стал одной из основных составляющих экономического развития Азербайджана. Растущий спрос на современное новое жилье потребовал строительства многоэтажных многоквартирных домов. Следовательно, начали формироваться частные и государственные компании, которые затем стали строить коммерческие здания. Число новых проектов для жилых и нежилых зданий возрастало. В 2003 году число новых строительных сооружений увеличилось с 803 тысяч квадратных метров в 2002 году до 1339 тысяч квадратных метров. Средний показатель за 2003—2008 годы составлял 1 миллион квадратных метров.

## Газоснабжение
На 28 октября 2021 года в Азербайджане насчитывается 2 млн. 400 тыс. абонентов, чьи жилые площади газифицированы. Газификацию осуществляет АО «Азеригаз».
800 населённых пунктов Азербайджана не газифицированы.
На январь 2022 года уровень газификации страны составляет 96,2%, кроме возвращённых территорий. За период 2012 - 2021 газифицировано 1 554 села и посёлка.
Ежегодный объём потребления газа составляет 13 млрд м3. Действуют два подземных газохранилища - Галмазское и Гарадагское суммарным объёмом 3,5 млрд м3 газа.
11 ноября 2024 года между ГНКАР и IntelliGrid подписано соглашение о внедрении системы интеллектуального управления газовой сетью в сети обслуживания «Азеригаз», входящей в структуру ГНКАР.

## Теплоснабжение
Обеспечение теплом учреждений, жилого сектора осуществляется ОАО «Azeristiliktechizat» (ОАО «АзерТеплоСнабжение»).
В отопительный период, начинающийся с 15 ноября, в стране действует 596 котельных и 89 тепловых пунктов.
ОАО «Azeristiliktechizat» действует с убытком. В 2023 году размер убытка составил 9,794 млн манат. 2022 год также завершён с убытком. Всего накопленный убыток составляет 118,21 млн манат.
На 1 января 2024 года активы ОАО «Azeristiliktechizat» составили 154,396 млн манат, обязательства — 77,703 млн манат, балансовый капитал — 76,694 млн манат.
Тариф «Azeristiliktechizat» на теплоснабжение ниже себестоимости, и не покрывает фактических затрат. Ежегодно из государственного бюджета на покрытие расходов выделяется 46 млн манат.
24 июня 2025 года принят закон «О теплоснабжении».

### 2024/2025
Отопительный сезон 2024/2025 продолжится с ноября по 15 апреля 2025 года. В 9 горных и предгорных районах (в том числе в Шуше, Габале, Губе, Гусарах, Хачмазе, Сиязане, Шабране, Лерике и Шамахы) отопительный сезон продолжится до 1 мая. 
За отопительный сезон тепло подавалось в 3 871 жилой дом, более 185 тысяч квартир, образовательные и медицинские учреждения, а также более 2 тысяч объектов социальной и хозяйственной инфраструктуры страны. Отопление обеспечивали 557 котельных и 88 тепловых пунктов.

## Водоснабжение
13 районов страны обеспечены централизованным водоснабжением.
Агентство водных ресурсов Азербайджана разрабатывает проект опреснения воды Каспийского моря для обеспечения потребностей жителей Баку и Абшеронского полуострова.

## Электроснабжение
Электроэнергия производится АО «Азерэнержи», Государственной энергетической службой Нахичевани, «АзерИшиг» («АзерСвет»). 90% электроэнергии вырабатывается тепловыми электростанциями. Для производства электроэнергии используется газ. В 2021 году на производство электроэнергии было использовано 5 млрд. 223 млн. м3 природного газа.